# Barganha de Judas

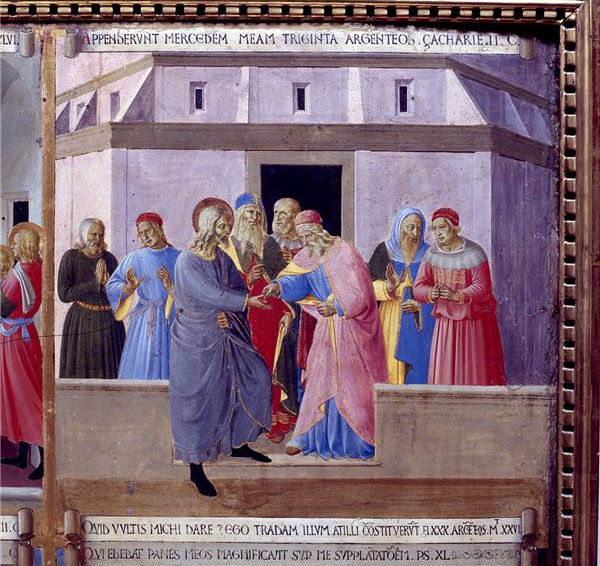
Barganha de Judas.
1451-53. Por Fra Angelico.

A Barganha de Judas é um episódio da vida de Jesus que aparece nos três evangelhos sinóticos, em Mateus 26:14–16, Marcos 14:10–11 e Lucas 22:1–6. Ele conta como Judas Iscariotes fez uma barganha com o sumo-sacerdote judeu para trair Jesus.

## Narrativa bíblica
O Evangelho de Mateus especifica que Judas recebeu trinta moedas de prata:
| “ | «Então um dos doze, chamado Judas Iscariotes, procurou os principais sacerdotes e lhes disse: Que me quereis dar e eu vo-lo entregarei? Eles lhe pesaram trinta moedas de prata. Desde então Judas buscava oportunidade para o entregar.» (Mateus 26:14–16) | ” |

O Evangelho de Marcos e o Evangelho de Lucas não mencionam preço. Lucas afirma que Satã entrou em Judas para persuadi-lo à barganha:
| “ | «Estava próxima a festa dos pães asmos, chamada páscoa. Os principais sacerdotes e os escribas procuravam algum meio de tirar a vida a Jesus; pois temiam o povo. Ora Satanás entrou em Judas chamado Iscariotes, que era um dos doze; ele foi entender-se com os principais sacerdotes e os oficiais sobre a maneira de lho entregar. Alegraram-se e concordaram em dar-lhe dinheiro. Ele anuiu, e procurava ocasião de lho entregar sem a multidão saber.» (Lucas 22:1–6) | ” |

Adiante no Novo Testamento, Jesus é traído com o chamado "beijo de Judas". A "Barganha de Judas" é considerada como um dos sete episódios chave em relação aos eventos da semana da crucificação de Jesus.
Os besantes presentes na Bandeira de Portugal simbolizam as trinta  moedas de prata, com que Judas vendeu Jesus.